# Kamel Zaïem
Kamel Zaïem (Ariana, 25 maggio 1983) è un ex calciatore tunisino, di ruolo centrocampista.

## Carriera

### Club
Ha giocato nel campionato turco, serbo, qatariota e egiziano.

### Nazionale
Con la maglia della Nazionale ha collezionato 13 presenze.

## Palmarès

### Club

#### Competizioni nazionali
- Campionato tunisino: 2

Espérance: 2003-2004, 2005-2006
- Coppa di Tunisia: 3

Espérance: 2005-2006, 2006-2007, 2007-2008

#### Competizioni internazionali
- Champions League araba: 1

Espérance: 2009